# Nissan Skyline
Prince Skyline är en personbil som introducerades av den japanska biltillverkaren Prince Motor Company 1957. Sedan Prince fusionerat med Nissan Motor Co. Ltd 1966 har bilen sålts som Nissan Skyline.

## Prince Skyline ALSI
Prince Skyline var en stor bil för japanska förhållanden, byggd på separat ram. Bilen hade ovanligt avancerade hjulupphängningar med De Dion-axel bak. Företaget byggde även en kombimodell kallad Prince Skyway. Hösten 1958 kom en uppdaterad modell med bland annat dubbla strålkastare. Senare kunde bilen även fås med den större motorn från systermodellen Gloria.
1961 introducerades Skyline Sport med täckt eller öppen kaross, ritad av den italienske formgivaren Giovanni Michelotti. Modellen använde Skyline-namnet, trots att chassit hämtades från den större Gloria. Bilen var till stora delar handbyggd, vilket gjorde den mycket dyr och tillverkades bara i 60 exemplar.

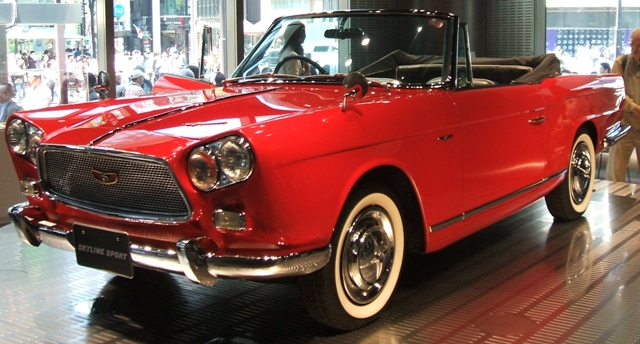
Prince Skyline Sport

Versioner:
| Modell | Motor              | Cylindervolym | Effekt   | Bränslesystem   |
| ------ | ------------------ | ------------- | -------- | --------------- |
| 1500   | 4-cyl radmotor ohv | 1484 cm³      | 60-70 hk | Enkel förgasare |
| 1900   | 4-cyl radmotor ohv | 1862 cm³      | 82 hk    | Enkel förgasare |
| Sport  | 4-cyl radmotor ohv | 1862 cm³      | 90 hk    | Enkel förgasare |

## Prince Skyline S50
Skyline S50 var en mindre modell än företrädaren, med lättare självbärande kaross. Den avancerade bakaxeln hade ersatts av en enkel stel axel upphängd i längsgående bladfjädrar. 
Prince hade stora planer på en satsning på motorsport och därför introducerades modellen Skyline 2000 GT 1964. Bilen hade en sexcylindrig motor med överliggande kamaxel hämtad från den större Gloria. För att få plats med den stora motorn hade hjulbasen förlängts två decimeter framför torpedväggen. I den första versionen, kallad 2000 GT-A, var motorn i princip hämtad rakt av från produktionsmodellen. 1965 kom den mer tävlingsanpassade 2000 GT-B, med bland annat femväxlad växellåda, differentialbroms, större bränsletank och motor med tre Weber-förgasare.
Versioner:
| Modell    | Motor               | Cylindervolym | Effekt | Bränslesystem       |
| --------- | ------------------- | ------------- | ------ | ------------------- |
| 1500      | 4-cyl radmotor ohv  | 1484 cm³      | 70 hk  | Enkel förgasare     |
| 1900      | 4-cyl radmotor ohv  | 1862 cm³      | 90 hk  | Enkel förgasare     |
| 2000 GT-A | 6-cyl radmotor SOHC | 1988 cm³      | 105 hk | Enkel förgasare     |
| 2000 GT-B | 6-cyl radmotor SOHC | 1988 cm³      | 125 hk | Tre Weber-förgasare |

## Nissan Skyline C10
Den tredje generationen Skyline var under utveckling när Prince gick samman med Nissan. Bilen introducerades sommaren 1968 under Nissan-namnet. C10-serien fick en ny fyrcylindrig motor med överliggande kamaxel. 
Två månader efter de fyrcylindriga modellerna tillkom den sexcylindriga 2000 GT. Likt företrädaren hade GT-modellen längre hjulbas. Den sexcylindriga GT:n fick individuell hjulupphängning bak. Hösten 1970 kompletterades utbudet med en tvådörrars coupé.
Versioner:
| Modell    | Motor               | Cylindervolym | Effekt | Bränslesystem    |
| --------- | ------------------- | ------------- | ------ | ---------------- |
| 1500      | 4-cyl radmotor SOHC | 1483 cm³      | 94 hk  | Enkel förgasare  |
| 1800      | 4-cyl radmotor SOHC | 1815 cm³      | 105 hk | Enkel förgasare  |
| 2000 GT   | 6-cyl radmotor SOHC | 1998 cm³      | 105 hk | Enkel förgasare  |
| 2000 GT-X | 6-cyl radmotor SOHC | 1998 cm³      | 130 hk | Dubbla förgasare |
| 2000 GT-R | 6-cyl radmotor DOHC | 1989 cm³      | 160 hk | Tre förgasare    |

### Nissan Skyline GT-R PGC10/KPGC10

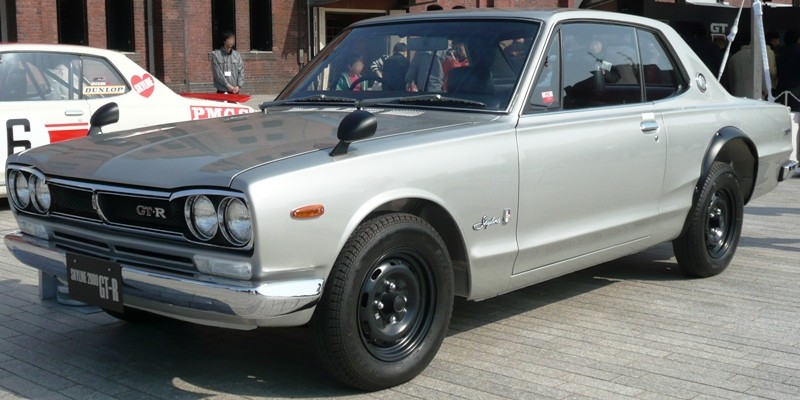
Nissan Skyline GT-R KPGC10

Våren 1969 introducerades Skyline 2000 GT-R (modellkod PGC10), avsedd för motorsport. Liksom företrädaren Skyline 2000 GT-B hade bilen sedankaross. Motorn med fyrventilstopp hämtades från sportvagnsprototypen Prince R380. Två år senare efterträddes sedanen av den nya coupén 
(modellkod KPGC10) med kortare hjulbas och lättare kaross.

## Nissan Skyline C110
Skyline C110 introducerades hösten 1972. Formgivningen kännetecknas av ett skarpt veck runt bakre hjulhuset och upp över bakskärmen. Bilen hade även fyra runda bakljus, ett stilgrepp som skulle följa Skyline-modellen under många år. Kombimodellen utmärkte sig genom att sakna fönster mellan C- och D-stolpen. Den sexcylindriga GT:n hade liksom företrädaren längre hjulbas än fyrorna och individuell hjulupphängning bak. Bilarna exporterades även under Datsun-namnet.
Varianter:
| Modell    | Motor               | Cylindervolym | Effekt | Bränslesystem    |
| --------- | ------------------- | ------------- | ------ | ---------------- |
| 1600      | 4-cyl radmotor SOHC | 1593 cm³      | 100 hk | Enkel förgasare  |
| 1800      | 4-cyl radmotor SOHC | 1815 cm³      | 105 hk | Enkel förgasare  |
| 2000 GT   | 6-cyl radmotor SOHC | 1998 cm³      | 130 hk | Dubbla förgasare |
| 2000 GT-R | 6-cyl radmotor DOHC | 1989 cm³      | 160 hk | Tre förgasare    |
| 2400      | 6-cyl radmotor SOHC | 2393 cm³      | 130 hk | Enkel förgasare  |

### Nissan Skyline GT-R KPGC110

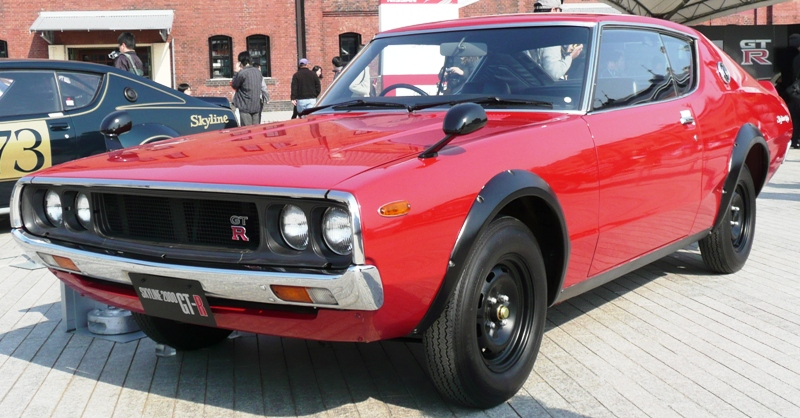
Nissan Skyline GT-R KPGC110

GT-R-versionen hade samma motor som företrädaren och Nissan räknade med att den skulle vara lika framgångsrik på tävlingsbanorna. Debuten sammanföll dock med oljekrisen 1973 som slog hårt mot den japanska motorsporten. Nissan drog sig ur all motorsport och lade ned tillverkningen av Skyline GT-R efter ett halvårs produktion och endast 197 exemplar.

## Nissan Skyline C210
Den femte generationen Skyline var en större och tyngre bil än tidigare. Nissan fortsatte att bygga den med två olika hjulbaser beroende på motor. Våren 1980 tillkom en turbomotor.
Varianter:
| Modell     | Motor               | Cylindervolym | Effekt | Bränslesystem             |
| ---------- | ------------------- | ------------- | ------ | ------------------------- |
| 1600       | 4-cyl radmotor SOHC | 1593 cm³      | 90 hk  | Enkel förgasare           |
| 1600TI     | 4-cyl radmotor SOHC | 1593 cm³      | 100 hk | Dubbla förgasare          |
| 1800TI     | 4-cyl radmotor SOHC | 1815 cm³      | 115 hk | Dubbla förgasare          |
| 2000 GT    | 6-cyl radmotor SOHC | 1998 cm³      | 125 hk | Bränsleinsprutning        |
| 2000 GT-EX | 6-cyl radmotor SOHC | 1998 cm³      | 145 hk | Bränsleinsprutning, turbo |
| 2400       | 6-cyl radmotor SOHC | 2393 cm³      | 140 hk | Bränsleinsprutning        |
| Diesel     | 6-cyl radmotor SOHC | 2792 cm³      | 85 hk  | Dieselmotor               |

## Nissan Skyline R30
Den sjätte generationen Skyline fick nya, fyrkantiga former. Alla versioner hade nu samma hjulbas. R30-serien tillverkades även som halvkombi, den enda generationen med den karosstypen. R30:n var också den sista som tillverkades med kombikaross. Den fortsatte tillverkas fram till 1990 sedan övriga modeller ersatts av R31-serien.
Den snabbaste versionen i Skyline-familjen var 2000 RS. Modellen hade en fyrcylindrig motor med fyrventilstopp. Från 1983 såldes den även med turbo.
Varianter:
| Modell        | Motor               | Cylindervolym | Effekt | Bränslesystem             |
| ------------- | ------------------- | ------------- | ------ | ------------------------- |
| 1800          | 4-cyl radmotor SOHC | 1809 cm³      | 100 hk | Enkel förgasare           |
| 1800TI        | 4-cyl radmotor SOHC | 1809 cm³      | 115 hk | Bränsleinsprutning        |
| 2000 RS       | 4-cyl radmotor DOHC | 1990 cm³      | 150 hk | Bränsleinsprutning        |
| 2000 RS Turbo | 4-cyl radmotor DOHC | 1990 cm³      | 190 hk | Bränsleinsprutning, turbo |
| 2000 RS-X     | 4-cyl radmotor DOHC | 1990 cm³      | 205 hk | Bränsleinsprutning, turbo |
| 2000 GT       | 6-cyl radmotor SOHC | 1998 cm³      | 125 hk | Bränsleinsprutning        |
| 2000 GT-ES    | 6-cyl radmotor SOHC | 1998 cm³      | 145 hk | Bränsleinsprutning, turbo |
| 2400          | 6-cyl radmotor SOHC | 2393 cm³      | 140 hk | Bränsleinsprutning        |
| Diesel        | 6-cyl radmotor SOHC | 2792 cm³      | 90 hk  | Dieselmotor               |

## Nissan Skyline R31
Skyline R31var en vidareutveckling av företrädaren. Bilen fanns nu som fyrdörrars sedan eller hardtop utan B-stolpe samt som coupé. Den sportiga GTS-modellen hade en nyutvecklad rak sexa med fyrventilstopp. GTS kunde även fås med fyrhjulsstyrning.
Hösten 1987 kom GTS-R, en modell som tillverkades i 800 exemplar för homologation i standardvagnsracingens grupp A.
Varianter:
| Modell         | Motor               | Cylindervolym | Effekt | Bränslesystem             |
| -------------- | ------------------- | ------------- | ------ | ------------------------- |
| 1800E          | 4-cyl radmotor SOHC | 1809 cm³      | 100 hk | Bränsleinsprutning        |
| 2000E          | 4-cyl radmotor SOHC | 1952 cm³      | 120 hk | Bränsleinsprutning        |
| 2000 GT        | 6-cyl radmotor SOHC | 1998 cm³      | 130 hk | Bränsleinsprutning        |
| 2000 GT Turbo  | 6-cyl radmotor SOHC | 1998 cm³      | 165 hk | Bränsleinsprutning, turbo |
| 2000 GTS       | 6-cyl radmotor DOHC | 1998 cm³      | 155 hk | Bränsleinsprutning        |
| 2000 GTS Turbo | 6-cyl radmotor DOHC | 1998 cm³      | 180 hk | Bränsleinsprutning, turbo |
| 2000 GTS-R     | 6-cyl radmotor DOHC | 1998 cm³      | 210 hk | Bränsleinsprutning, turbo |
| Diesel         | 6-cyl radmotor SOHC | 2792 cm³      | 90 hk  | Dieselmotor               |
| 3000           | 6-cyl radmotor SOHC | 2962 cm³      | 180 hk | Bränsleinsprutning        |

## Nissan Skyline R32
Till den åttonde generationen Skyline hade Nissan rensat i motorprogrammet för att markera att modellen var märkets sportiga alternativ. Utöver fyrhjulsstyrning erbjöds bilen nu även med fyrhjulsdrift.
Varianter:
| Modell         | Motor               | Cylindervolym | Effekt | Bränslesystem             |
| -------------- | ------------------- | ------------- | ------ | ------------------------- |
| 1800           | 4-cyl radmotor SOHC | 1809 cm³      | 100 hk | Bränsleinsprutning        |
| 2000 GT        | 6-cyl radmotor SOHC | 1998 cm³      | 130 hk | Bränsleinsprutning        |
| 2000 GTS       | 6-cyl radmotor DOHC | 1998 cm³      | 155 hk | Bränsleinsprutning        |
| 2000 GTS Turbo | 6-cyl radmotor DOHC | 1998 cm³      | 215 hk | Bränsleinsprutning, turbo |
| 2500 GTS       | 6-cyl radmotor DOHC | 2498 cm³      | 180 hk | Bränsleinsprutning        |
| GT-R           | 6-cyl radmotor DOHC | 2569 cm³      | 280 hk | Bränsleinsprutning, turbo |

### Nissan Skyline GT-R R32

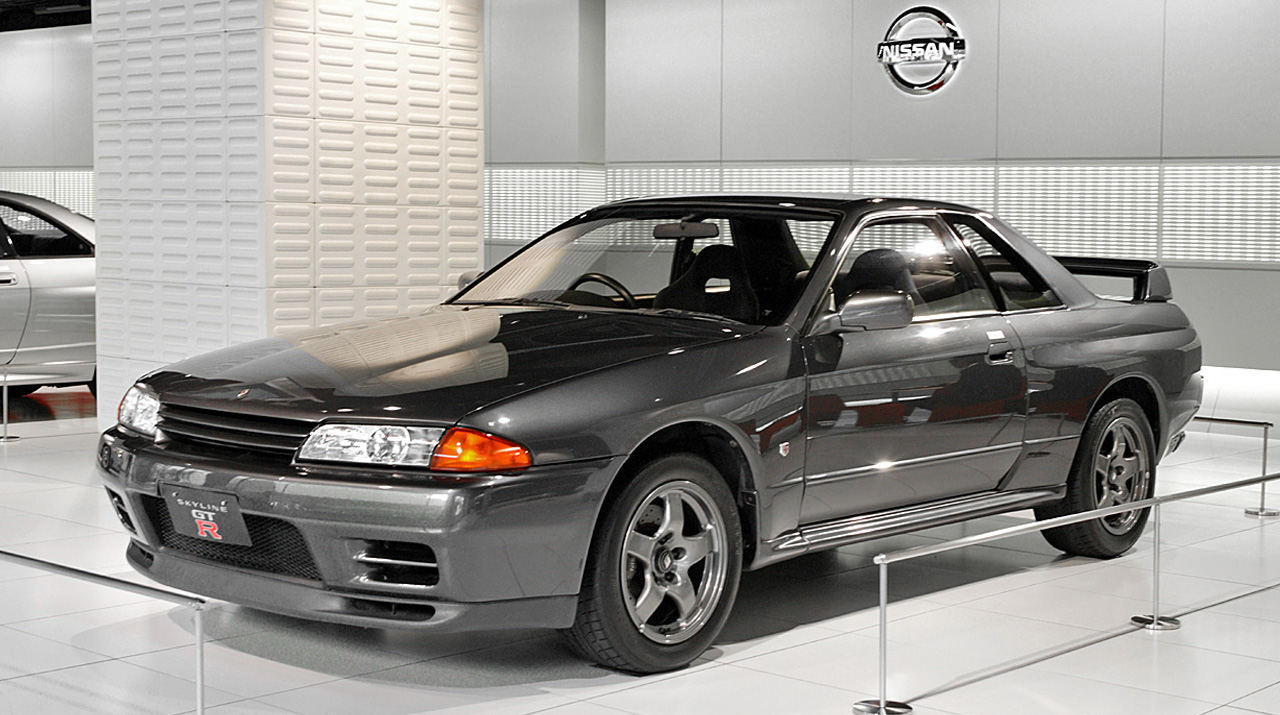
Nissan Skyline GT-R R32

Efter sexton år återkom Skyline GT-R med R32-modellen.  Bilen hade fyrhjulsstyrning och ett elektroniskt system för fyrhjulsdrivning som omfördelade kraften från allt till bakhjulen till 50 % vardera till fram- och bakhjul, beroende på körförhållande. Motorn var en 2,6-liters sexa med dubbelturbo. Motorstorleken valdes för att passa grupp A:s klassindelning. Den uppgivna effekten på 280 hk kom av en frivillig överenskommelse mellan de japanska biltillverkarna. Bilen tillverkades även i flera V-Spec-versioner för att homologera olika aerodynamiska hjälpmedel för tävlingsbruk.

## Nissan Skyline R33
Skyline R33 var en vidareutveckling av föregångaren, men något större och tyngre. För att kompensera för den större massan fick modellserien större motorer.
Varianter:
| Modell | Motor               | Cylindervolym | Effekt | Bränslesystem             |
| ------ | ------------------- | ------------- | ------ | ------------------------- |
| GT     | 6-cyl radmotor SOHC | 1998 cm³      | 130 hk | Bränsleinsprutning        |
| GTS    | 6-cyl radmotor DOHC | 2498 cm³      | 190 hk | Bränsleinsprutning        |
| GTS-T  | 6-cyl radmotor DOHC | 2498 cm³      | 250 hk | Bränsleinsprutning, turbo |
| GT-R   | 6-cyl radmotor DOHC | 2569 cm³      | 280 hk | Bränsleinsprutning, turbo |

### Nissan Skyline GT-R R33

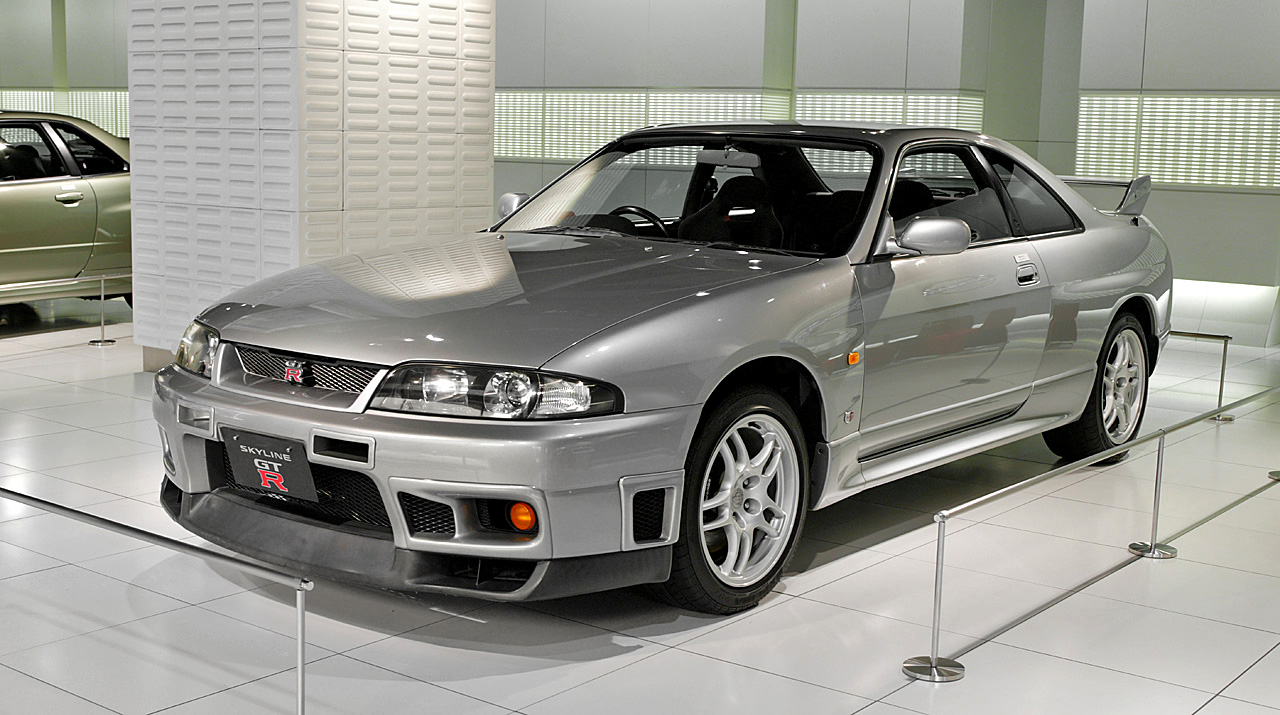
Nissan Skyline GT-R R33

1993 avlöstes den framgångsrika R32:an av den större och tyngre R33:an. Nissan hade vidareutvecklat systemen för fyrhjulsstyrning och fyrhjulsdrift och även om motorns toppeffekt fortfarande angavs till 280 hk var vridmomentet högre än tidigare. För att övertyga fansen togs bilen till Nürburgrings nordslinga där den visade sig vara 21 sekunder snabbare än företrädaren runt banan. 
Under 1996 tillverkades 99 exemplar av specialversionen Nismo 400R, uppkallad efter racingdivisionen Nismo, med en toppeffekt på 400 hk. 

## Nissan Skyline R34
Den tionde generationen Skyline blev den sista med radmotorer. Efter kritiken mot föregångaren fick R34:an lite nättare dimensioner.
Varianter:
| Modell | Motor               | Cylindervolym | Effekt | Bränslesystem                |
| ------ | ------------------- | ------------- | ------ | ---------------------------- |
| GTS    | 6-cyl radmotor DOHC | 1998 cm³      | 140 hk | Bränsleinsprutning           |
| GTS-25 | 6-cyl radmotor DOHC | 2498 cm³      | 200 hk | Bränsleinsprutning           |
| GT-T   | 6-cyl radmotor DOHC | 2498 cm³      | 280 hk | Bränsleinsprutning, turbo    |
| GT-R   | 6-cyl radmotor DOHC | 2569 cm³      | 280 hk | Bränsleinsprutning, turbo x2 |

### Nissan Skyline GT-R R34

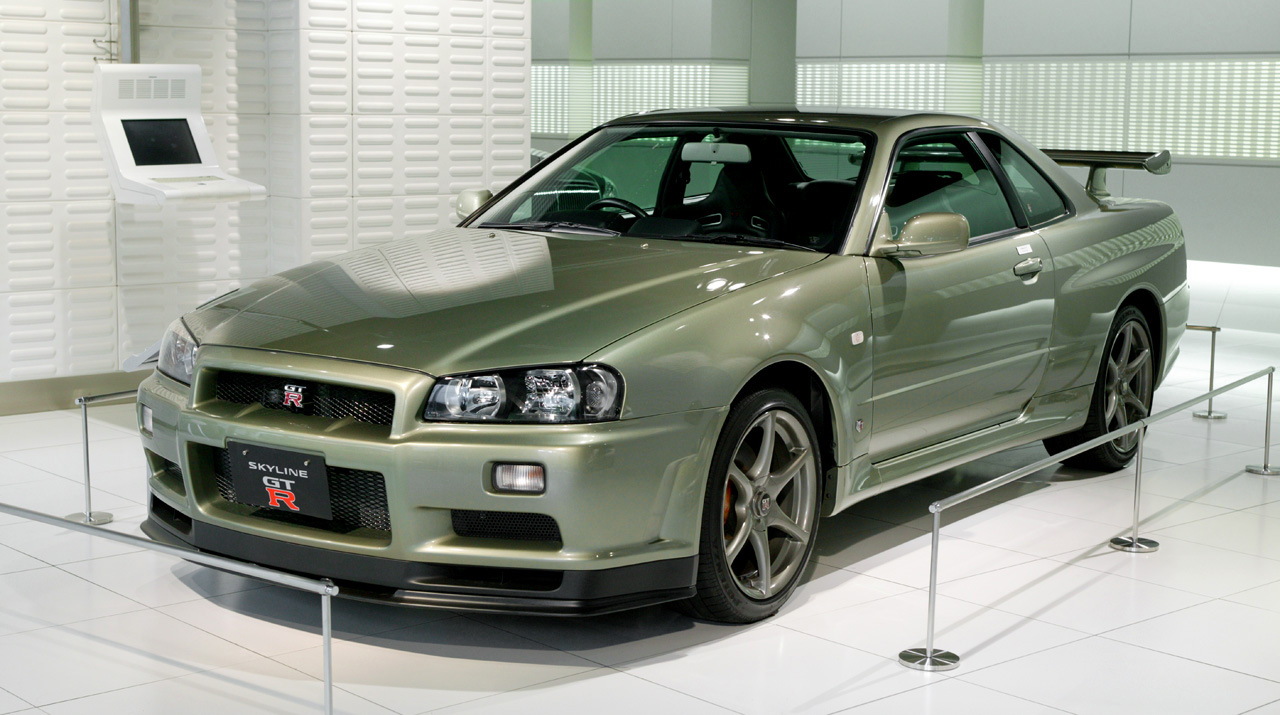
Nissan Skyline GT-R R34

1999 kom GT-R versionen av R34. Den hade fått 55 mm kortare hjulbas än företrädaren för att öka körbarheten och minska vikten. Motoreffekten angavs fortfarande till 280 hk. Liksom tidigare generationer tillverkades även i flera specialversioner för att homologera olika delar för tävlingsbruk.  Produktionen avslutades 2002 eftersom motorn inte kunde uppfylla de skärpta avgasreningskrav som infördes i Japan påföljande år. Denna sista Skyline GT-R efterträddes 2008 av den nykonstruerade Nissan GT-R R35.

## Nissan Skyline V35
Sommaren 2001 introducerades den nykonstruerade Skyline V35. Den nya generationen hade V-motorer och betydligt rundare former än äldre modeller. Bilen delar mycket av tekniken med Nissan 350Z. Istället för GT-R-version fick V35-modellen en stor sugmotor på 3,5 liter. Utanför Japan säljs Skyline under Infiniti-namnet.
Varianter:
| Modell | Motor              | Cylindervolym | Effekt | Bränslesystem      |
| ------ | ------------------ | ------------- | ------ | ------------------ |
| 250 GT | 6-cyl V-motor DOHC | 2495 cm³      | 215 hk | Bränsleinsprutning |
| 300 GT | 6-cyl V-motor DOHC | 2987 cm³      | 260 hk | Bränsleinsprutning |
| 350 GT | 6-cyl V-motor DOHC | 3498 cm³      | 280 hk | Bränsleinsprutning |

## Nissan Skyline V36
Den tolfte generationen Skyline fick ny kaross men mekaniken är en vidareutveckling av företrädaren.
Varianter:
| Modell | Motor              | Cylindervolym | Effekt | Bränslesystem      |
| ------ | ------------------ | ------------- | ------ | ------------------ |
| 250 GT | 6-cyl V-motor DOHC | 2495 cm³      | 225 hk | Bränsleinsprutning |
| 350 GT | 6-cyl V-motor DOHC | 3498 cm³      | 315 hk | Bränsleinsprutning |
| 370 GT | 6-cyl V-motor DOHC | 3696 cm³      | 330 hk | Bränsleinsprutning |

### Nissan Skyline Crossover J50

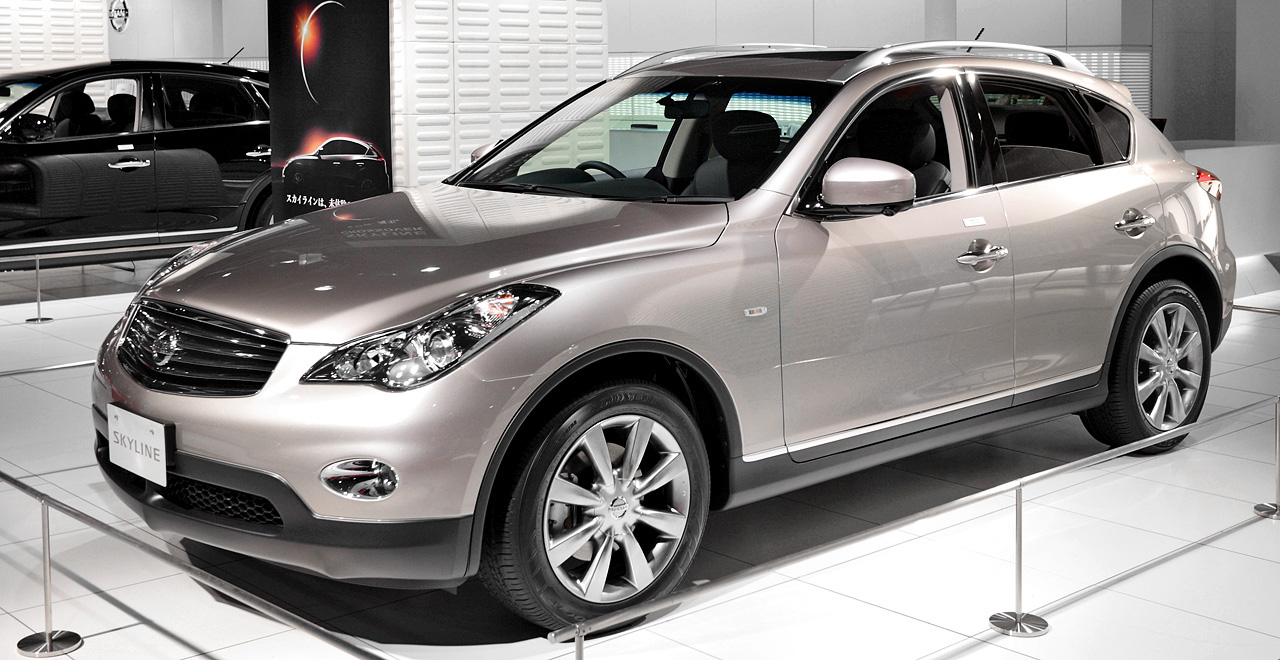
Nissan Skyline Crossover

Nissan Skyline Crossover är en CUV baserad på Skyline-modellen. Utanför Japan säljs den som Infiniti EX.

## Nissan Skyline V37
Den trettonde generationen Skyline introducerades i Japan i februari 2014. Den säljs även som hybridbil. På övriga marknader kallas bilen Infiniti Q50 och erbjuds med flera motoralternativ, bland annat fyrcylindriga bensin- och dieselmotorer från Mercedes-Benz.
Varianter:
| Modell        | Motor               | Cylindervolym | Effekt      | Bränslesystem              |
| ------------- | ------------------- | ------------- | ----------- | -------------------------- |
| 200 GT-t      | 4-cyl radmotor DOHC | 1991 cm³      | 211 hk      | Direktinsprutning, turbo   |
| 300 GT        | 6-cyl V-motor DOHC  | 2997 cm³      | 304 hk      | Direktinsprutning, biturbo |
| 350 GT Hybrid | 6-cyl V-motor DOHC  | 3498 cm³      | 306 + 68 hk | Bensinmotor + elmotor      |
| 400R          | 6-cyl V-motor DOHC  | 2997 cm³      | 405 hk      | Direktinsprutning, biturbo |

## Motorsport

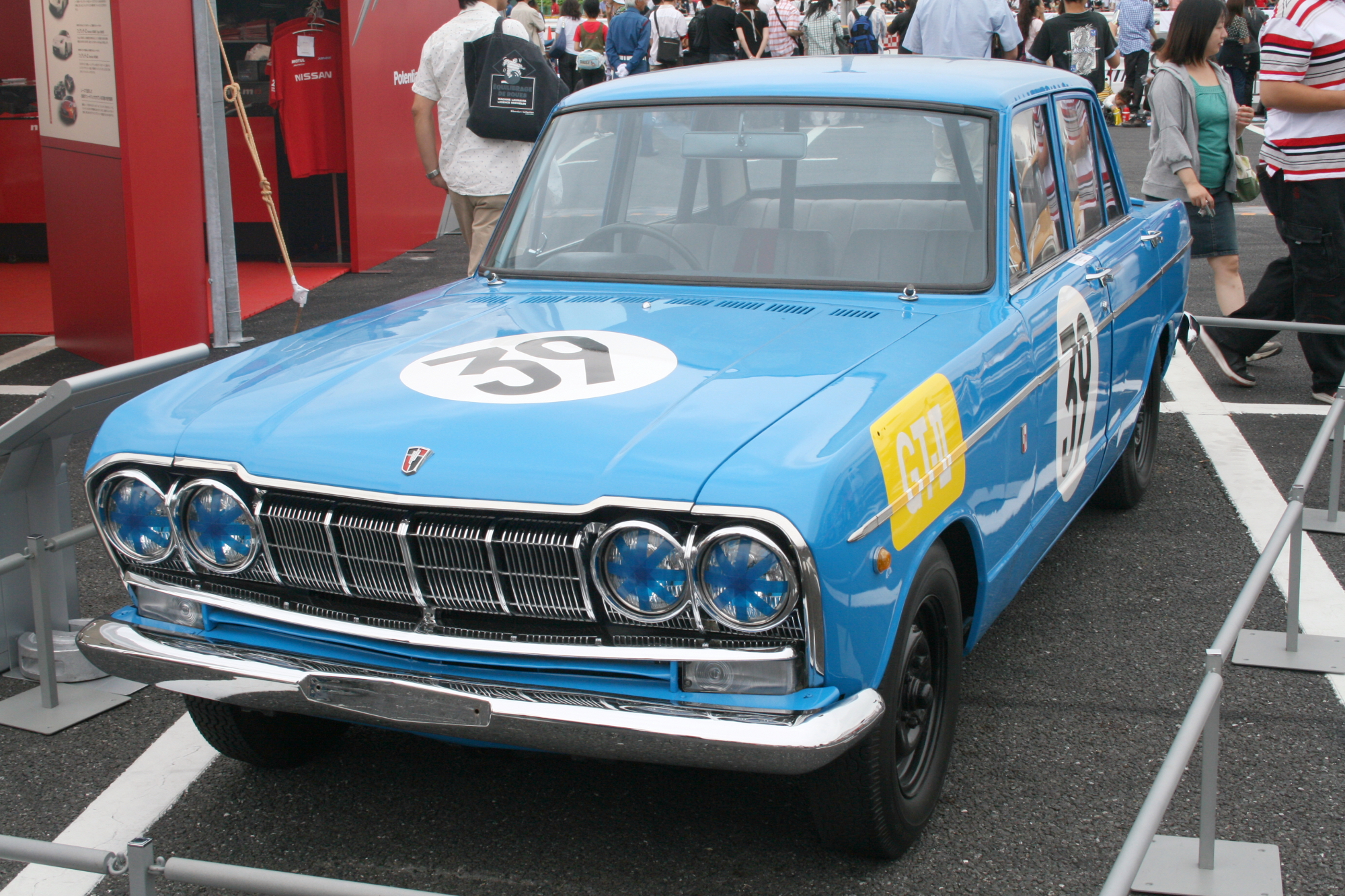
Prince Skyline 2000GT-B (S54).

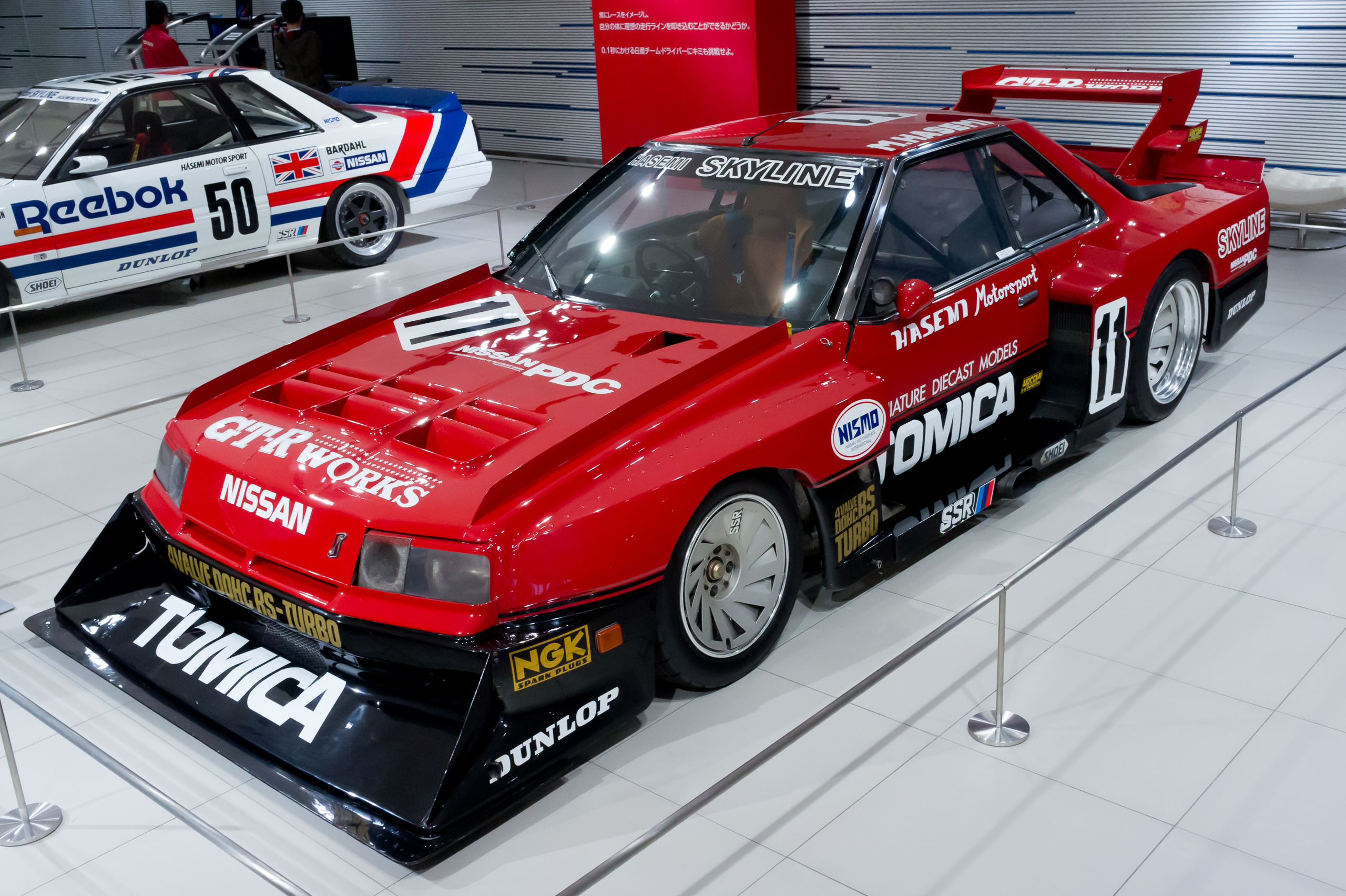
Nissan Skyline RS Turbo Silhouette (R30).

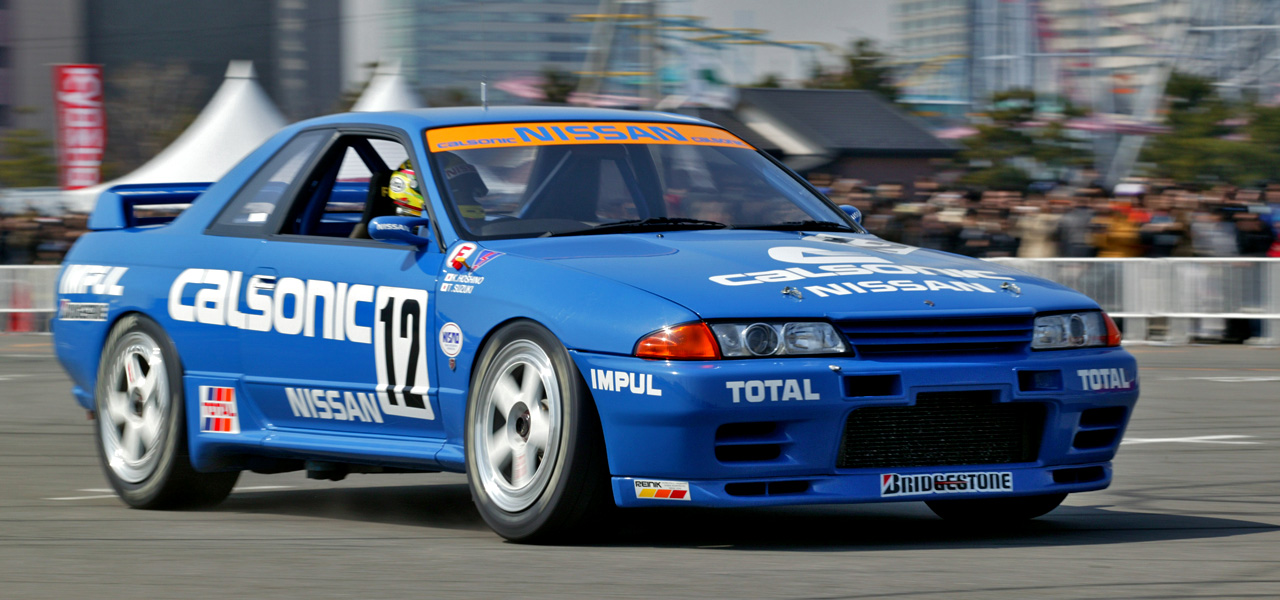
Nissan Skyline GT-R (R32).

Prince hade deltagit i det första Japans Grand Prix 1963 med en Skyline Sport, i princip i originalskick. Resultatet var en förödmjukelse men det sporrade företaget till en seriös satsning på motorsporten. Året därpå ställde Prince upp igen med en mer tävlingsanpassad Skyline 2000GT. Den här gången slutade man på en hedrande andraplats.
Den första GT-R-modellen från C10-serien dominerade japansk standardvagnsracing i början av 1970-talet. Den ursprungliga sedanversionen PGC10 vann 33 tävlingar i rad under ett och ett halvt år innan den ersattes av coupén KPGC10. Totalt vann C10-modellerna 50 tävlingar fram till 1972.
Nissans motorsportsatsning fick ett abrupt slut i samband med oljekrisen 1973. Först i början av 1980-talet återkom Skyline-modellen till tävlingsbanorna, då med en silhouette-version av R30-seriens fyrcylindriga RS Turbo. Med R31:an återkom Nissan även till standardvagnsracingen.
När den fyrhjulsdrivna R32:an dök upp möttes den först av misstro av banracingförare som förknippade fyrhjulsdrift med rally. Bilen visade sig snart vara oerhört framgångsrik på tävlingsbanorna i Japan. R32:an vann samtliga 29 grupp A-lopp mellan 1989 och 1993 och den dominerade även den mindre grupp N-klassen. Nissans dominans ledde till slut till att reglerna ändrades och japanska standardvagnsracingen bytte till Super 2000-reglementet.
Efter regeländringar flyttade Nissans intresse till Super GT. R33- och R34-serierna var framgångsrika även i GT-racing, om än inte lika överlägsna som R32:an. Nissan utvecklade även en bakhjulsdriven version av R33:an för deltagande i Le Mans 24-timmars.
Nissan Skyline är känd för att vara lätt att modifiera. Bilen är vanlig som trim- och stylingsprojekt antingen för streetracing eller drifting. Modellen är också känd från filmserieen Fast and Furious och från olika datorspel.